# 대한노농당
대한노농당(大韓勞農黨)은 대한민국 제헌 국회에서 결성된 정당이었다.
1948년 대한농우당 창당을 준비하던 이훈구, 유홍렬, 김명동 등 국회의원들이 대한노총의 전진한 등, 대한농총의 채규항 등과 함께 창당을 결의하였다. 그러나 곧 노총·농총 측이 국회의원 측과의 갈등으로 결별하여 독자적으로 원외정당 한국노농당을 결성하였고, 이에 국회의원 측은 대한노농당 결성을 발표하였다. 당시 조직이 빈약했으나 1949년 7월 교섭단체 설치를 계기로 주요 국회의원들을 포섭하여 규모 있는 정당의 형태를 갖추게 되었다. 동년 11월 민주국민당의 내각제 개헌 시도에 반발하여 신정회(新政會), 일민구락부 등 소속 의원과 함께 대한국민당을 재창당하며 흡수되었다.